# Narva-eiland
Narva-eiland is een rechthoekig kunstmatig eiland en een straat in Amsterdam-West. De naam verwijst naar de Etse Oostzeehaven Narval, die belangrijk was voor de houthandel met Amsterdam.
Het eiland ligt op de plaats waar tot en met begin 21e eeuw een deel van de Houthavens waren gesitueerd. Dat terrein lag er steeds meer verlatener bij en Amsterdam had behoefte aan ruimte voor woningbouw. Het terrein ligt in het gebied dat begrensd wordt door de Pontsteiger (in het oosten), de Tasmanstraat/Spaarndammerdijk met ondergronds de Spaarndammertunnel (in het zuiden) en de Haparandaweg (noordwesten). Het werd gesaneerd en opnieuw opgespoten met zand om het terrein bouwrijp te maken. Omdat het wateroppervlak ter plaatse ongeveer gelijk moest blijven werd gekozen voor een eilandconstructie, maar tijdens de bouw waren de grachten tussen de bouwblokken nog grotendeels verzand. Sinds 2014 werd er aan de uitbreiding alhier gewerkt. 
Op Narva-eiland worden koopwoningen gebouwd aan weerszijden van de straat, de meeste woningen worden als zijnde losse bouw gerealiseerd (geen rijtjeswoningen). De straat wordt vrijgehouden van verkeer, doordat onder de woningen parkeergarages zijn gebouwd. De gevels van de woningen verschillen constant. In 2018 werden de eerste woonhuizen opgeleverd, het waren klimaatneutraal gebouwde woningen variërend van appartementen, maisonettes, penthouses en herenhuizen. 
Het Narva-eiland wordt door middel van bruggen met de twee aangrenzende eilanden verbonden (er is geen verbinding met het vasteland). De bruggen en wegen voor het snelverkeer staan loodrecht op de eilanden/straten, de voet- en fietsbruggen/-paden doorsnijden het gebied in een hoek. Naar en van het Revaleiland liggen van noord naar zuid de Kolbergbrug (snelverkeer) en de Kalmarbrug (langzaam verkeer). Naar het Memeleiland komt de Koningsbergenbrug (snelverkeer) en Windaubrug. Die laatste brug leidt voor voetgangers en fietsers direct de wijk uit naar het Houthavenpark aan te leggen/aangelegd op de Spaarndammertunnel. Van de bruggen werd tijdens de bouw alleen de kale pijlers en kale overspanning neergelegd, zodat bouwverkeer er al gebruik van kon maken.
Kunst is hier en daar te vinden in de vorm van baksteenmozaïeken.

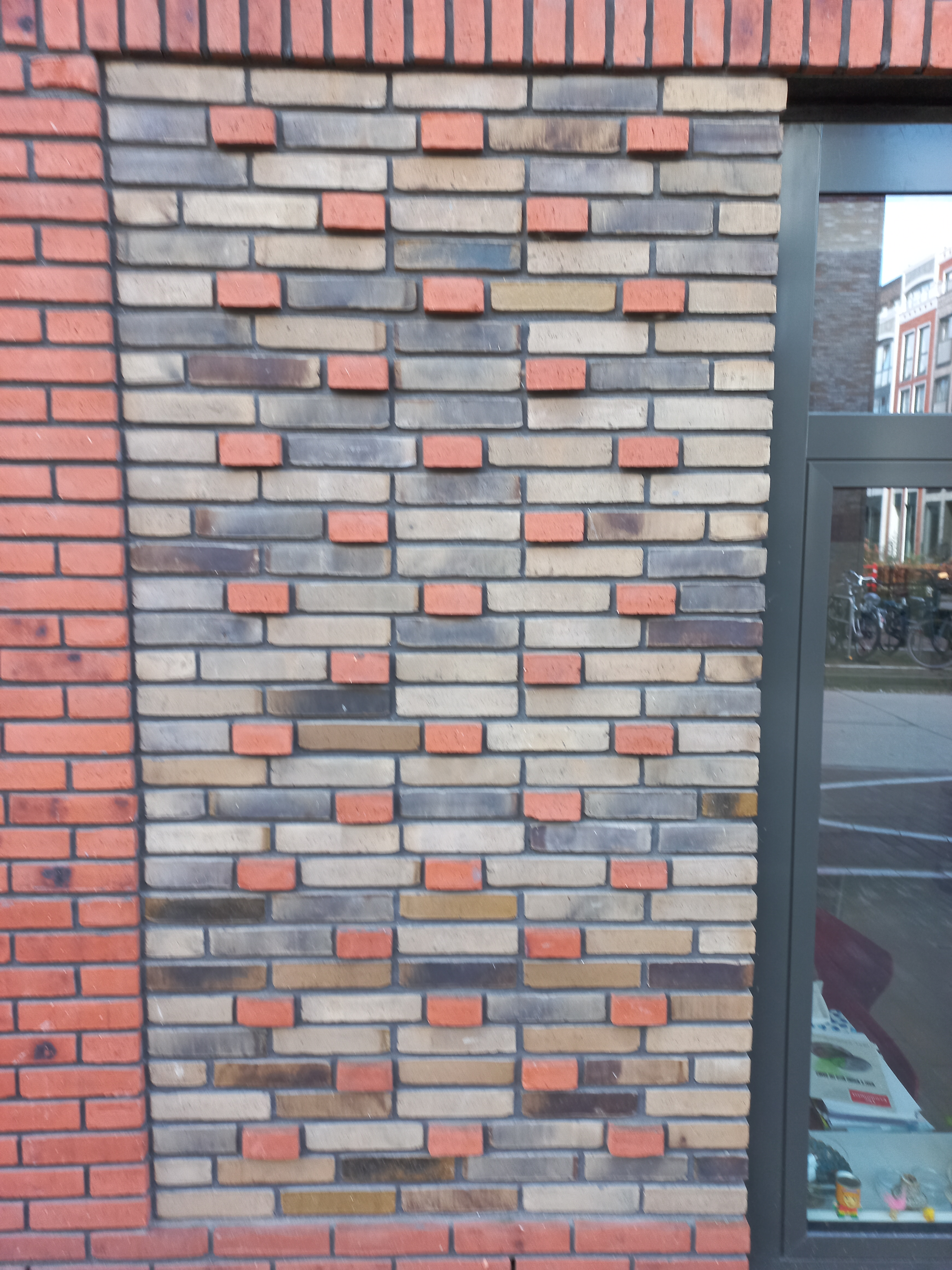
Baksteenmozaïek (maart 2023)